# Pływanie na Letnich Igrzyskach Olimpijskich 1928 – 100 m stylem dowolnym mężczyzn
Wyścig na 100 metrów stylem dowolnym mężczyzn był jedną z konkurencji pływackich rozgrywanych podczas IX Igrzysk Olimpijskich w Amsterdamie. Wystartowało 30 zawodników z siedemnastu reprezentacji.
Faworytem do złota był obrońca tytułu Amerykanin Johnny Weissmuller. Pokazał on swoją dominację w wyścigach eliminacyjnych i półfinałowych, gdzie jako jedyny uzyskał wynik poniżej jednej minuty. W wyścigu finałowym Amerykanin słabo i stracił sporo dystansu, co mogło zapowiadać dużą niespodziankę. Ostatecznie z wielkimi trudnościami (strata dystansu, zachłyśnięcie się wodą, dezorientacja) pokonał prowadzącego przez długi czas Węgra Istvána Bárányego. Było to jego piąte i ostatnie olimpijskie złoto. Później mimo rozpoczętych przygotowań do startu na igrzyskach w Los Angeles, zrezygnował z kariery sportowej na rzecz grania w hollywoodzkich produkcjach. Interesującym zawodnikiem był Kanadyjczyk Walter Spence, który zajął szóste miejsce w finale. Jego ciało było pokryte bliznami. Powodem tego były jego treningi w rzekach Gujany, gdzie został pogryziony przez piranie.

## Rekordy
Przed zawodami rekord świata i rekord olimpijski wyglądały następująco:
| Rekord świata     | Johnny Weissmuller (USA) | 57,4 | Miami (USA) | 17 lutego 1924 | [ 1 ] |
| Rekord olimpijski | Johnny Weissmuller (USA) | 59,0 | Paryż (FRA) | 20 lipca 1924  |       |

W trakcie zawodów ustanowiono następujące rekordy:
| Data        | Etap konkurencji | Zawodnik           | Czas | Rekord |
| ----------- | ---------------- | ------------------ | ---- | ------ |
| 10 sierpnia | półfinał 3       | Johnny Weissmuller | 58,6 | OR     |
| 11 sierpnia | finał            | Johnny Weissmuller | 58,6 | =      |

## Wyniki

### Eliminacje
Dwóch najlepszych zawodników z każdego biegu oraz jeden zawodnik z pozostałych z najlepszym czasem awansowało do półfinałów.
Wyścig 1
| Poz. | Zawodnik        | Wynik  | Uwagi |
| ---- | --------------- | ------ | ----- |
| 1.   | Walter Laufer   | 1:00,8 | Q     |
| 2.   | Katsuo Takaishi | 1:01,2 | Q     |
| 3.   | August Heitmann | 1:02,2 | q     |
| 4.   | Eskil Lundahl   | 1:03,0 |       |
| 5.   | Hernán Schüler  | b.d.   |       |

Wyścig 2
| Poz. | Zawodnik            | Wynik  | Uwagi |
| ---- | ------------------- | ------ | ----- |
| 1.   | Rezső Wanié         | 1:03,4 | Q     |
| 2.   | Francisco Uranga    | 1:05,6 | Q     |
| 3.   | Gustave Klein       | 1:05,8 |       |
| 4.   | Mario Astaburuaga   | b.d.   |       |
| 5.   | Martial Van Schelle | b.d.   |       |

Wyścig 3
| Poz. | Zawodnik           | Wynik  | Uwagi |
| ---- | ------------------ | ------ | ----- |
| 1.   | Johnny Weissmuller | 1:00,0 | Q     |
| 2.   | Walter Spence      | 1:00,6 | Q     |
| 3.   | Norman Brooks      | 1:03,4 |       |
| 4.   | Herbert Heinrich   | b.d.   |       |

Wyścig 4
| Poz. | Zawodnik        | Wynik  | Uwagi |
| ---- | --------------- | ------ | ----- |
| 1.   | Antal Gáborfi   | 1:04,0 | Q     |
| 2.   | Antonio Conelli | 1:07,0 | Q     |
| 3.   | Adán Gordón     | 1:10,8 |       |

Wyścig 5
| Poz. | Zawodnik         | Wynik  | Uwagi |
| ---- | ---------------- | ------ | ----- |
| 1.   | Alberto Zorrilla | 1:01,8 | Q     |
| 2.   | Knut Olsen       | 1:05,0 | Q     |
| 3.   | Sven Pettersson  | 1:06,4 |       |
| 4.   | Faelo Zúñiga     | b.d.   |       |

Wyścig 6
| Poz. | Zawodnik      | Wynik  | Uwagi |
| ---- | ------------- | ------ | ----- |
| 1.   | George Kojac  | 1:01,6 | Q     |
| 2.   | Karl Schubert | 1:03,8 | Q     |
| 3.   | Reg Sutton    | 1:04,0 |       |
| 4.   | Munroe Bourne | b.d.   |       |

Wyścig 7
| Poz. | Zawodnik            | Wynik  | Uwagi |
| ---- | ------------------- | ------ | ----- |
| 1.   | István Bárány       | 1:01,2 | Q     |
| 2.   | Emilio Polli        | 1:04,0 | Q     |
| 3.   | Henk van Essen      | 1:07,4 |       |
| 4.   | José González       | b.d.   |       |
| 5.   | Władysław Kuncewicz | b.d.   |       |

### Półfinały
Dwóch najlepszych zawodników półfinału kwalifikowało się do finału, a spośród pozostałych awansował jeden z najlepszym czasem.
Półfinał 1
| Poz. | Zawodnik        | Wynik  | Uwagi |
| ---- | --------------- | ------ | ----- |
| 1.   | Katsuo Takaishi | 1:00,0 | Q     |
| 2.   | Walter Laufer   | 1:00,6 | Q     |
| 3.   | Walter Spence   | 1:01,4 | q     |
| 4.   | Antal Gáborfi   | 1:04,8 |       |
| 5.   | Antonio Conelli | b.d.   |       |

Półfinał 2
| Poz. | Zawodnik         | Wynik  | Uwagi |
| ---- | ---------------- | ------ | ----- |
| 1.   | George Kojac     | 1:01,0 | Q     |
| 2.   | Alberto Zorrilla | 1:01,6 | Q     |
| 3.   | Rezső Wanié      | 1:03,8 |       |
| 4.   | Francisco Uranga | b.d.   |       |
| 5.   | Karl Schubert    | b.d.   |       |

Półfinał 3
| Poz. | Zawodnik           | Wynik  | Uwagi |
| ---- | ------------------ | ------ | ----- |
| 1.   | Johnny Weissmuller | 58,6   | Q     |
| 2.   | István Bárány      | 1:00,8 | Q     |
| 3.   | August Heitmann    | b.d.   |       |
| 4.   | Knut Olsen         | b.d.   |       |
| 5.   | Emilio Polli       | b.d.   |       |

### Finał
| Poz. | Zawodnik           | Wynik  |
| ---- | ------------------ | ------ |
| 1.   | Johnny Weissmuller | 58,6 = |
| 2.   | István Bárány      | 59,8   |
| 3.   | Katsuo Takaishi    | 1:00,0 |
| 4.   | George Kojac       | 1:00,8 |
| 5.   | Walter Laufer      | 1:01,0 |
| 6.   | Walter Spence      | 1:01,4 |
| 7.   | Alberto Zorrilla   | 1:01,6 |